# Laura Walker (Schwimmerin)
Laura Anne Walker, nach Heirat Laura Anne Masek, (* 1. Juli 1970) ist eine ehemalige Schwimmerin aus den Vereinigten Staaten. Sie gewann eine olympische Bronzemedaille und drei Silbermedaillen bei Weltmeisterschaften.

## Sportliche Karriere
Laura Walker war bei den ersten Pan Pacific Swimming Championships, die 1985 in Tokio ausgetragen wurden, Mitglied der siegreichen 4-mal-200-Meter-Freistilstaffel. Bei den Schwimmweltmeisterschaften 1986 in Madrid schwamm sie in allen drei Staffeln im Vorlauf. Da die Staffeln im Endlauf ohne Walker jeweils die Silbermedaille hinter der DDR-Staffel gewannen, erhielt auch Walker für ihren Vorlaufeinsatz jeweils eine Silbermedaille. 1987 siegte Laura Walker mit der 4-mal-100-Meter-Freistilstaffel bei den zweiten Pan Pacific Swimming Championships.
Bei den Olympischen Spielen 1988 in Seoul erreichte die 4-mal-100-Meter-Freistilstaffel mit Laura Walker, Paige Zemina, Jill Sterkel und Mary Wayte das Finale mit der drittbesten Zeit. Im Endlauf schwammen Mary Wayte, Mitzi Kremer, Laura Walker und Dara Torres 0,85 Sekunden schneller als die Vorlaufstaffel und schlugen nach den Staffeln aus der DDR und aus den Niederlanden an. Alle sechs eingesetzten Schwimmerinnen erhielten die Bronzemedaille.
Laura Walker studierte von 1988 bis 1994 an der University of Florida und graduierte in Gesundheitserziehung. 1989 gewann sie die Collegemeisterschaft der Vereinigten Staaten in der 4-mal-200-Yards-Freistilstaffel. Später war sie als Schwimmerin im Masters-Bereich aktiv.